# Fabriczy Dávid
Fabriczy Dávid (Fabricius Dávid) (Roskovány, 1716. december 15. – Besztercebánya, 1772. február 2.) evangélikus lelkész.

## Élete
Apja Fabriczy Dávid, Csáky István gazdatisztje volt, aki szolgálata jutalmául Folkmár szepes megyei helységben két nemesi házhelyet és egy vashámort nyert. Anyja neve Roskoványi Anna. Fabriczy előbb szülőfalujában nagyatyja házánál és Pazdicson nevelkedett; atyjának 1731-ben történt halála után a lőcsei s eperjesi evangélikus főiskolában, hol magát privát leckeadással tartotta fenn, a gymnasiumi s teológiai tanfolyamot végezte. A wittenbergi egyetemről, melyen 1741. július 18-ától tanult, a porosz háború miatt, egy királyi rendelettel, a többi ott tartózkodó magyarokkal együtt, 1743 júniusában haza hivatott; azon év végén a kisszebeni evangélikus középiskola rektorává választatott meg; 1745-ben a pazdicsi egyházban mint rektor, 1746-tól fogva pedig, miután július 19. Besztercebányán Hruskovicz Sámuel püspök által fölszenteltetett, mint lelkész 26 évig működött. Hivataloskodása egész idejében különféle nehéz vallási küzdelmekben állott.

## Munkái
Írt magyar és szlovák egyházi verseket, agendai magyar beszédeket és imákat, melyek kéziratban maradtak, nevezetesen:
- Ordo circa administrationem sacrae Domini coenae observandus, az az az Ur szent vacsorája kiszolgáltatásának rendje (magyarul),
- Nábožne o povinnostech človeka na smrtedlné posteli ležicího premyslování… (A halálos ágyon fekvő embernek kötelességeiről áhitatos elmélkedések, előadva az Úr népének az 1753. egyházi év kezdetén adventi isteni tiszteletnél, most pedig egy úri család különös használatára benső szivesség jeléül felajánlva egy az Úr segedelmében bizó prédikátor által),
- Brevis consignatio eorum, quae facta sunt cum ministris Evang. Ecclesiae Hung. in eorundem condemnatione 1673–1676.